# Magnétorésistance colossale

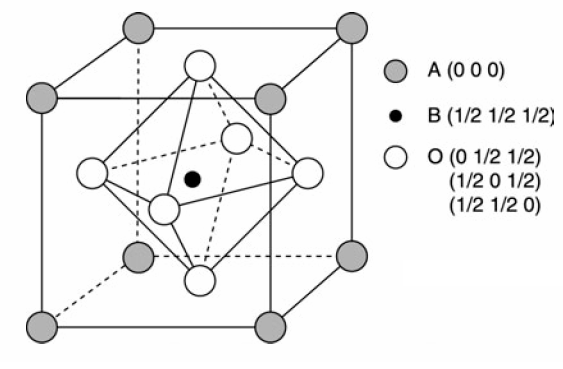
Structure cristalline d'un matériau céramique de type pérovskite

La magnétorésistance colossale, ou CMR (pour l'anglais Colossal MagnetoResistance), est une propriété de certains matériaux, principalement des oxydes de manganèse, les manganites, dont la structure est de type pérovskite, qui permet de modifier leur résistance électrique de façon radicale en présence d'un champ magnétique.
La magnétorésistance des métaux conventionnels est reliée à la force de Lorentz et à la mobilité des porteurs de charge. Elle permet une modification de l'ordre de 5 % de leur résistance ou un peu plus si ces métaux sont ferromagnétiques (et encore plus à très basse température). Alors que la magnétorésistance est un phénomène classique, la magnétorésistance colossale est un phénomène quantique émergent dans certains matériaux où les porteurs de charges sont des électrons fortement corrélés.
Le qualificatif « colossale » naît du besoin de le différencier du terme « magnétorésistance géante » qui se retrouve dans des hétérostructures (ou structures en multicouches) fabriquées artificiellement. De plus, la magnétorésistance colossale peut dans certains cas correspondre à des variations de résistance de plusieurs ordres de grandeur, beaucoup plus que dans les hétérostructures à magnétorésistance géante,.
La compréhension et les applications de la magnétorésistance colossale présentent un intérêt majeur dans le développement de nouvelles technologies, telles que la mémoire magnétique à haute capacité et l'électronique de spin.

## Histoire
Tout d'abord découverte dans les années 1950, par G. H. Jonker et J. H. van Santen, une première description théorique en termes de mécanisme  de double-échange a été donnée. Dans ce modèle, l'orientation des spins des moments magnétiques adjacents est associée à un échange d'énergie cinétique entre électrons de la bande de valence. Par conséquent, l'alignement des Mn-spins par un champ magnétique externe donne lieu à une conductivité plus grande. Un travail expérimental a été mené par Volger, Wollan et Koehler, et plus tard par Jirak et al. et Pollert et al..
Cependant, le modèle de double échange ne permet pas d'expliquer de façon adéquate l'effet résistif observé au-delà de la température de transition.

## Théorie
Un modèle remarquable est le modèle ferromagnétique demi-métallique, qui est basé sur le calcul de bandes polarisées en spin, en utilisant l'approximation locale de la densité de spin de la théorie fonctionnelle de la densité, où les calculs sont séparés pour les électrons de spin up et ceux de spin down. L'état demi-métallique coïncide avec l'existence d'une bande de spin majoritairement métallique et une bande de spin minoritairement non-métallique dans la phase ferromagnétique.
Ce modèle n'est pas le même que le modèle Stoner du ferromagnétisme itinérant. Dans le modèle de Stoner, une grande densité d'états au niveau de Fermi rend l'état non-magnétique instable. Avec les calculs des spins polarisés sur les ferro-aimants covalents, l'intégral de corrélation d'échange dans la théorie fonctionnelle de la densité remplace le paramètre de Stoner. 
La densité d'états au niveau de Fermi ne joue pas un rôle déterminant. Un avantage significatif du modèle demi-métallique vient du fait qu'il ne repose pas sur la présence d'un mélange de valence, contrairement au mécanisme de double échange, et il peut ainsi expliquer les observations de magnétorésistance colossale dans les phases stoechiométriques comme dans le Tl2Mn2O7. Des effets micro structurels ont aussi été recherchés pour des échantillons polycristallins et il a été découvert que la magnétorésistance est souvent dominée par l’effet tunnel des électrons de spin polarisé entre les grains, faisant apparaître une dépendance en fonction de la taille du grain de la magnétorésistance,.